# Jeff Fisher
Jeffrey Michael "Jeff" Fisher  (født 25. februar 1958 i Culver City i Californien) var hovedtræner for det amerikanske fodboldhold Los Angeles Rams fra 2012-2016 og tidligere for bl.a. Tennessee Titans.